# Решительный (эсминец, 1937)
«Решительный» — советский эскадренный миноносец проекта 7. После закладки утерян в 1938 году в аварии в ходе буксировки. Заложен повторно как Поспешный. В 1940 переименован в Решительный. Участвовал в Советско-японской войне. С 1955 года передан в ВМФ КНР как 长春号驱逐舰. С 1990 года - корабль-музей.

## Постройка и гибель
По планам Командования ВМФ СССР эсминец должен был стать головным кораблём данного типа на Тихоокеанском флоте. «Решительный» заложен 5 ноября 1935 года в городе Николаеве (Украинская ССР) на верфи Судостроительного завода № 198. Корабль при закладке и строительстве имел заводской серийный номер С-229.
29 сентября 1936 года он был перезаложен в городе Комсомольске-на-Амуре на Судостроительном заводе № 199.
10 октября 1937 года эсминец был спущен на воду. После окончания основных кораблестроительных работ, включая установку вооружения для прохождения сдаточных испытаний эскадренный миноносец «Решительный» буксировался гидрографическим судном «Охотск» из Комсомольска-на-Амуре во Владивосток (старший буксировки — командир бригады эсминцев капитан 3 ранга Горшков С. Г., будущий Главнокомандующий ВМФ СССР, адмирал флота Советского Союза). Однако 7 ноября 1938 года эсминец на буксире гидрографа попал в сильнейший шторм, ветер достигал силы 11 баллов. 8 ноября 1938 года буксирный трос лопнул и корабль выбросило на камни в 90 милях от Советской гавани, эсминец разбило волнами на три части. При этом погиб один из находившихся на борту рабочих-судостроителей. По этой причине восстановить «Решительный» уже не представилось возможным. Благодаря своевременной организации спасения экипажа на берег более никто не погиб.
Ответственность за кораблекрушение и потерю новейшего эсминца несли двое: командующий Тихоокеанским флотом флагман 2 ранга Кузнецов Н. Г. и командовавший буксировкой капитан 3 ранга Горшков С. Г. Горшков был переведен на Черноморский флот, а Кузнецов в марте 1939 года убыл в Москву в связи с назначением на должность заместителя наркома ВМФ СССР. В решении Сталина не последнюю роль сыграл аргументированный и убедительный личный доклад Кузнецова.
23 августа 1937 года корабль был снова заложен как «Поспешный». Он был спущен на воду 30 апреля 1940 года и переименован в «Решительный» 25 августа, а введён в эксплуатацию 5 сентября 1941 года.[8] В 1955 году он был продан Китаю, переименован в «Чанчунь». Выведен из эксплуатации в 1990 году. В настоящее время он является кораблём-музеем в Жушане, Шаньдун.

## Документ
Докладная записка комиссии по расследованию причин гибели эскадренного миноносца «Решительный» народному комиссару Военно-морского флота СССР командарму 1 ранга М. П. Фриновскому от 24 ноября 1938 г. Документ опубликован полностью в: Гангут. — 1999. — Вып. 21. — С. 84—99. Публикация и комментарии Л. А. Кузнецова.